# Emil Rupp

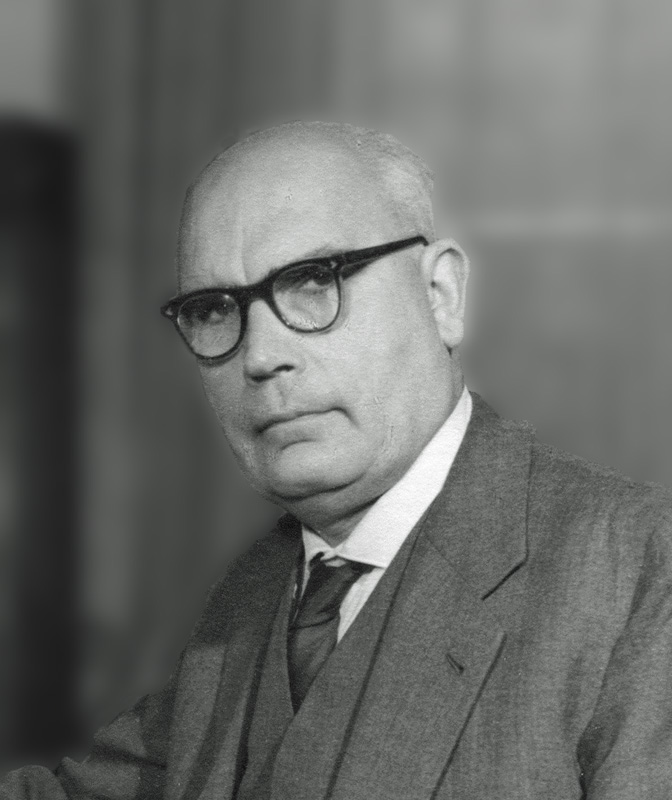
Emil Rupp im Jahr 1964

Emil Rupp, eigentlich Philipp Heinrich Emil Rupp, (* 1. Juli 1898 in Reihen (heute Stadtteil von Sinsheim); † 10. April 1979 in Leipzig) war zwischen 1926 und 1935 einer der bekanntesten deutschen Physiker, dessen angebliche Experimente und Veröffentlichungen jedoch später als völlig gefälscht erkannt wurden. In einer zweiten beruflichen Orientierung wurde er ein anerkannter Spezialist auf dem Gebiet der grafischen Technik.

## Werdegang
Emil Rupp studierte Physik in Göttingen und Heidelberg, wo er ein Schüler von Philipp Lenard war, bei dem er 1920 mit summa cum laude promovierte. Trotz seiner glänzenden Abschlüsse fand er aber zunächst „nur“ eine Anstellung als Industriephysiker bei der AEG in Berlin. Dort arbeitete er aber weiter intensiv daran, durch (auch in den Titeln) aufsehenerregende Arbeiten eine Habilitation und schließlich doch eine Professur zu erreichen.

## Manipulierte Arbeiten
Albert Einstein wurde 1926 auf Rupp aufmerksam, nachdem dessen Habilitationsschrift Interferenzuntersuchungen an Kanalstrahlen in der Zeitschrift Annalen der Physik (Band 79) veröffentlicht worden war. Rupps Experimente schienen in deutlicher Weise Einsteins theoretischem Konzept des Welle-Teilchen-Dualismus bei Photonen entgegenzukommen. An der Grenze des damals experimentell Möglichen suggerierte Rupp darüber hinaus mit seinen Experimenten, dass eindeutige Belege für die neuen quantenmechanischen Fragestellungen schon vorhanden seien. Obwohl andere Physiker die Experimente Rupps nicht nachvollziehen konnten und teilweise seine Seriosität schon in Frage stellten und obwohl auch bei Einstein gelegentlich Zweifel aufkamen, gelang es Rupp dennoch immer wieder, dass er in namhaften Publikationsorganen weiter veröffentlichen und somit seinen sehr guten Ruf aufrechterhalten konnte. Aufwändige Wiederholungen seiner Experimente, die durch Wilhelm Wien von der Universität München initiiert wurden, brachten keinen Erfolg.

## Aufdeckung der Fälschungen
Ab 1932 veröffentlichte Rupp „sensationelle“ Experimente zum Positron, das erst kurz vorher entdeckt worden war. Einige seiner Kollegen bei der AEG erkannten jedoch bald, dass Rupp gar keine so hohen Energien zur Verfügung gestanden haben konnten, wie sie für solche Experimente nötig gewesen wären, und dass es sich somit um wissenschaftliche Fälschungen handeln müsse. Nach einer internen Untersuchung der AEG verlor Rupp daraufhin 1935 seine Arbeitsstelle.
1935 veröffentlichten Walther Gerlach und Eduard Rüchardt in den Annalen der Physik einen Aufsatz, in dem sie Rupps Elektronenbeugungsexperimente als Fälschung entlarvten. Nachdem Rupp kritische Einwände immer wieder z. B. durch neue Röntgenbeugungs-Fotos konterte, fiel schließlich auf, dass Einstein in seiner Veröffentlichung ein Vorzeichen falsch verwendete, das Rupp in seinen Experimenten „bestätigt“ hatte. Nun legte Rupp ein von Victor-Emil von Gebsattel erstelltes psychologisches Gutachten vor, in dem bestätigt wurde, dass Rupp seit 1932 „traumartige Zustände“ gehabt habe und deswegen auch seine Veröffentlichungen seit 1932 nur fiktiv gewesen wären. Eine entsprechende Notiz mit Aussagen dieses Gutachtens veröffentlichte er – ein einmaliger Fall in der Physikgeschichte – auch in der Zeitschrift für Physik. Damit sollte vermutlich auch verschleiert werden, dass bereits seine Habilitationsschrift von 1926 durchweg gefälschte Experimente verwendete.
In einem Interview vom 18. Februar 1963 sagte der Physiker Walther Gerlach zu Thomas S. Kuhn: „Rupp wurde in den späten zwanziger und frühen dreißiger Jahren als der wichtigste und kompetenteste Experimental-Physiker überhaupt angesehen. Er machte unglaubliche Dinge. […] Später wurde allerdings klar, dass alles, was er je veröffentlicht hatte, gefälscht war. Das ging so über zehn Jahre, zehn Jahre!“ (Zitiert nach van Dongen, übersetzt aus dem Englischen.)

## Nachwirkung
Obwohl es sich im Falle Rupps um eine der größten wissenschaftlichen Fälschungen des 20. Jahrhunderts handelt, verschwand sein Name schon bald aus dem Bewusstsein der Physiker, die ihn so gut wie nirgends mehr erwähnten, so dass er auch von Wissenschaftshistorikern lange Zeit kaum beachtet wurde.
Der englische Schriftsteller und Physiker C. P. Snow benutzte 1960 Details des Betrugsfalls für seinen Roman über einen fiktiven Wissenschaftsbetrüger an der Universität Cambridge (Die Affäre).

## Das zweite Berufsleben
Nach seiner Entlassung 1935 bei der AEG versuchte er vergeblich, mit Hilfe seiner im gleichen Jahr nach Großbritannien emigrierten Ehefrau dort Arbeit zu finden. Durch Unterstützung des wie Rupp im gleichen Ort geborenen, fünf Jahre älteren Professors am Physikalischen Institut Leipzig, August Karolus, und dem Leipziger Physiker und späteren Verleger Otto Mittelstädt gelang es Rupp, eine Stelle als Redakteur am Bibliographischen Institut in Leipzig anzutreten. Als Redakteur taucht er auch erstmals in einem Leipziger Adressbuch von 1940 auf.
Nach der Enteignung des Bibliographischen Instituts 1946 und der Überführung in einen Volkseigenen Betrieb wurde 1948 der produzierende Bereich ausgegliedert. Im Rahmen der Neustrukturierung der grafischen Industrie der DDR wurde ein Institut für grafische Technik Leipzig gegründet, in das Rupp offenbar wechselte. Denn er schaffte es bis zum Direktor dieser Einrichtung. Zu seinem 65. Geburtstag berichtet das Neue Deutschland über ein Glückwunschschreiben des Zentralkomitees der SED:

„Heute begeht Prof. Emil Rupp, Direktor des Instituts für grafische Technik Leipzig, seinen 65. Geburtstag. Das Zentralkomitee beglückwünscht den Jubilar, der mit seiner Arbeit hervorragenden Anteil an der Entwicklung unserer polygrafischen Industrie hat. Prof. Rupps richtungweisende wissenschaftliche Arbeiten auf den verschiedensten Gebieten der grafischen Technik trugen dazu bei, daß sein Institut in der grafischen Fachwelt internationalen Ruf erlangte. …“

An der Titulierung ohne „Genosse“ ist zu erkennen, dass Rupp kein Mitglied der SED war.
Rupp publizierte einige Monografien auf dem Gebiet der grafischen Technik und war neben seiner Leipziger Tätigkeit Professor an der Technischen Hochschule Karl-Marx-Stadt.

## Familie
Emil Rupp war in erster Ehe mit der aus Prag stammenden Physikerin Henriette Grünhut verheiratet. Als Jüdin war sie 1935 nach Großbritannien emigriert. Nach vergeblichen Versuchen, für Rupp in Großbritannien eine Arbeit zu finden, ließen sie sich scheiden, nachdem Rupp letztmals im Jahre 1939 in Großbritannien zu Besuch war. Henriette heiratete 1948 den Physik-Nobelpreisträger Owen Willans Richardson.
Emil Rupp lernte in Leipzig die Sekretärin Brigitte Apreck kennen. Sie heirateten 1943. Das Ehepaar bekam die Kinder Elisabeth und Christoph, die später Pfarrerin bzw. Mathematiker wurden.
Emil Rupp verstarb in Leipzig 80-jährig am 10. April 1979 als emeritierter Professor.

## Schriften (Auswahl)
- Interferenzuntersuchungen an Kanalstrahlen. Leipzig : J. A. Barth, (1926)
- Chemie und Physik des Flachdrucks. Leipzig : Bibliographisches Inst., 1945
- Die Klebstoffe für Buchbinderei und Papierverarbeitung. Halle (Saale) : Knapp, 1951
- Beiträge zur Bedruckbarkeit von Papier und Folien. Leipzig : Institut f. grafische Technik, 1959
- Die Farbübertragung im Ein- und Mehrfarben-Hochdruck. Leipzig : Institut f. grafische Technik, 1963
- Die Farbübertragung und Trocknung im Tiefdruck. Leipzig : Inst. f. Graf. Technik, 1966